# BibTeX
BibTeX는 서지학에 서식을 주는 서지 관리 소프트웨어이다. BibTeX 도구는 보통 LaTeX 문서 준비 시스템과 함께 사용한다. 조판 시스템 내에서 이 소프트웨어의 이름은 {\displaystyle {\mathrm {B{\scriptstyle {IB}}\!T\!_{\displaystyle E}\!X} }}로 스타일 처리되어 표기된다. 이 명칭은 서지학 용어와 TeX 조판 소프트웨어 이름의 혼성어이다.
BibTex의 목적은 일정한 방식으로 출처 인용을 쉽게 하는 것이다. 이는 LaTeX 자체적으로 지원하는 내용과 표현/스타일의 분리와 비슷하게 이 정보의 표현을 서지학 정보와 구분시킴으로써 이루어진다.

## 같이 보기
- 엔드노트 (소프트웨어)